# Рынок-Каргальский
Ры́нок-Карга́льский — хутор в Цимлянском районе Ростовской области.
Входит в состав Лозновского сельского поселения.

## Население
| 2010 |
| ---- |
| 22   |

## Улицы
На хуторе имеется одна улица — Полевая.